# Светска акција „Очистимо свет”
Светска акција „Очистимо свет” (енгл. Clean Up the World) је једна од највећих еколошких кампања у свету која се одржава сваке године трећег викенда у септембру месецу. 

## Историјат
Прва кампања „Очистимо свет” је покренута 1993. године и од тада се одржава сваке године трећег викенда у септембру месецу. Као међународни пројекат заштите животне средине има за циљ да подстакне и подржи групе, али и појединце да кроз заједничку акцију покажу бригу за животну средину.
Филозофија Светске акције „Очистимо свет” се заснива на чињеници да свако може да уради нешто за бољи свет. Главна идеја је да свако у својој средини може да учини мали корак, чија је величина у томе што ће инспирисати још неког из своје околине да учини то исто. Бројне су еколошке активности које се могу реализовати током организовања ове акције, а свима им је заједничко то да се истакне значај очувања животне средине, ради на подизању еколошке свести свих нас и истицања да ако сви уложимо мало труда можемо много допринети.
Кампања уједињује групе у заједници, школе, предузећа и локалне самоуправе да заједнички спроведе активности које се баве локалним питањима животне средине, а циљ је да се покаже да се заједничком акцијом може умногоме допринети чистијој и здравијој животној средини.
Светска акција „Очистимо свет” ангажовала је око 35 милиона волонтера у 133 земље, што је чини једном од највећих еколошких кампања у заједници у свету.